# Beccaria (automerk)
Beccaria was een Italiaans automerk.
Opgericht door de broers Beccaria, begon dit Turenees bedrijf met de productie van onderdelen voor de auto-industrie. Giuseppe Cravero ontwierp een auto in 1912 die de broers in productie namen. Vincenzo Florio, oprichter van de Targa Florio, raakte betrokken bij het project en het eerste model kreeg de naam Florio. Het merk begon op het verkeerde moment, zo vlak voor de Eerste Wereldoorlog en in 1916 was het avontuur al over.